# Lactuca

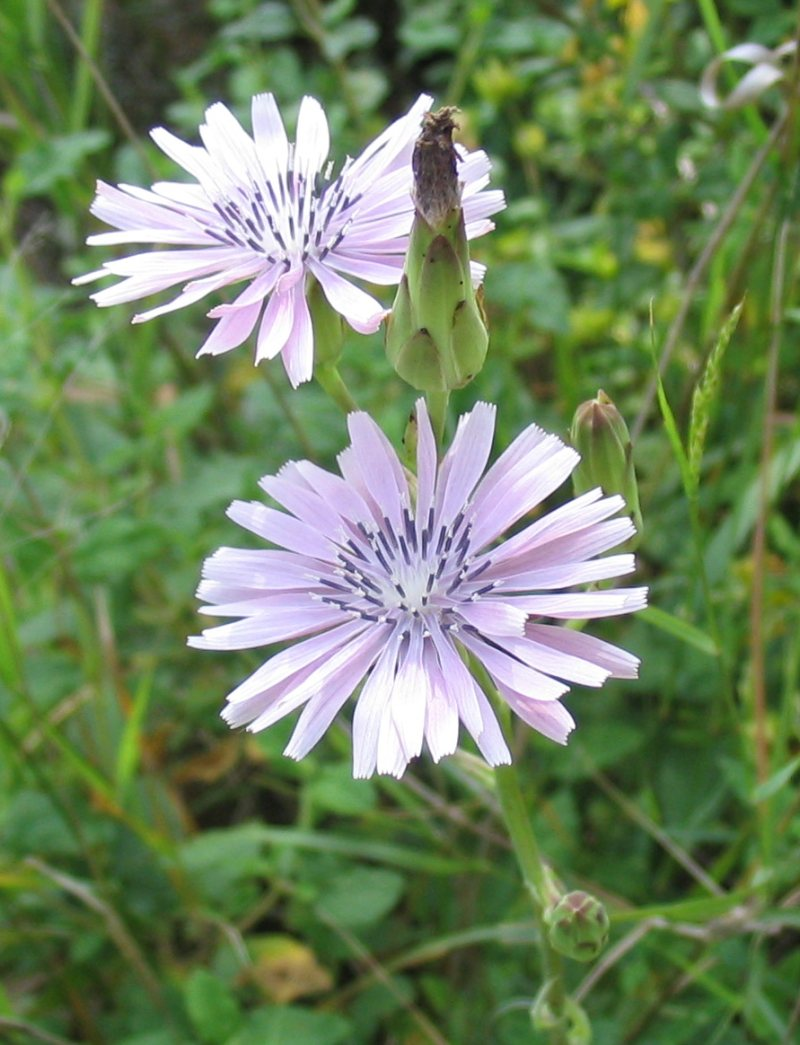
Lactuca tuberosa.

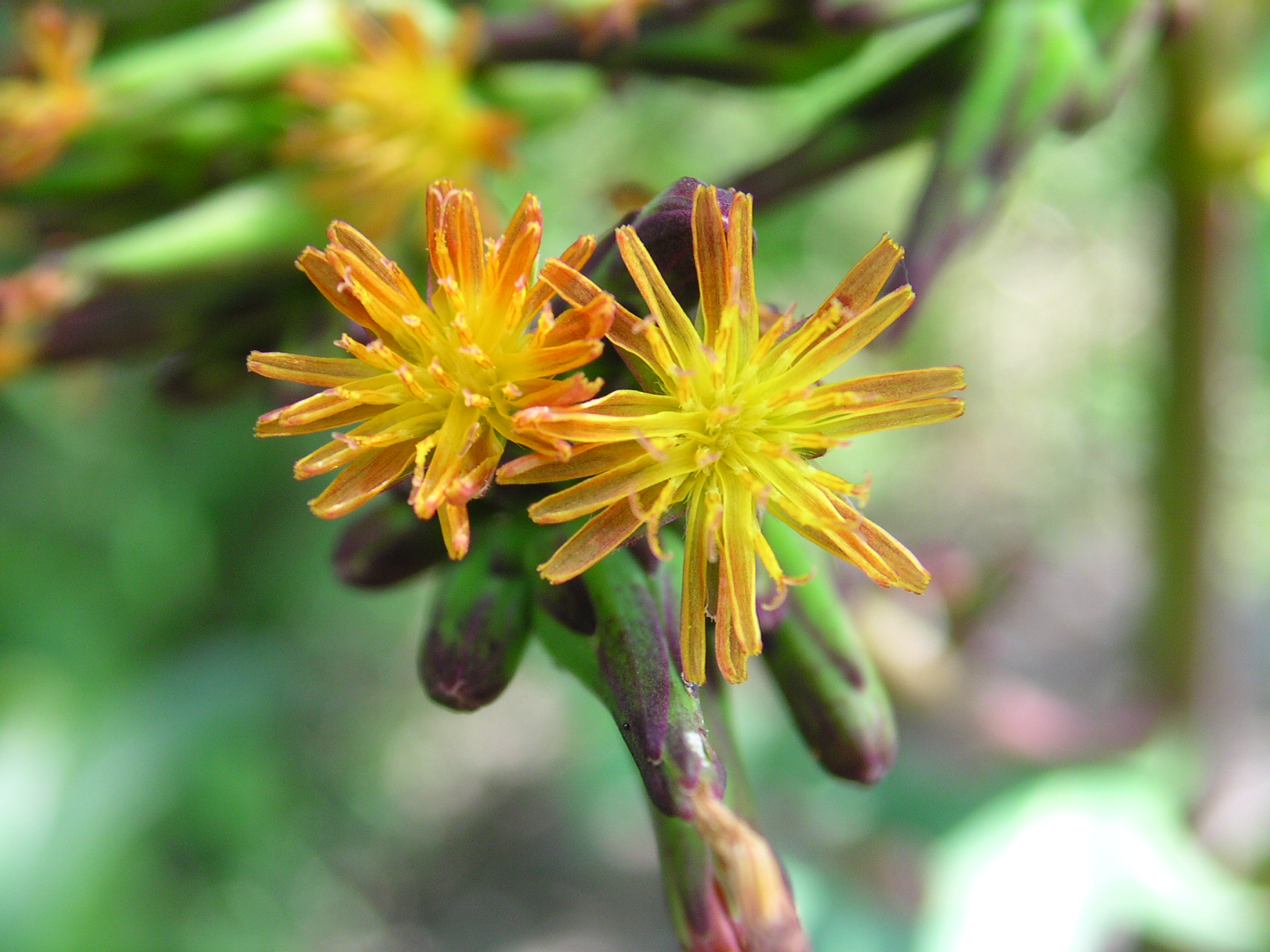
Flor de uma espécie de Lactuca sp.

Lactuca é um género de plantas com flor pertencente à família Asteraceae (Compostas) que inclui cerca de 120 espécies validamente descritas, que contam com mais de 20 000 variedades, que inclui algumas espécies cultivadas entre as quais Lactuca sativa, a alface comum. O género tem distribuição natural do tipo cosmopolita com centro de diversidade nas regiões temperadas da Eurásia.

## Descrição
Os representantes mais conhecidos do géneros Lactuca são as múltiplas variedades e cultivares de alface comum (Lactuca sativa). A designação «alface-selvagem» é  geralmente utilizada para referir os parentes silvestres de alface-comum. Muitas espécies são ervas daninhas comuns. As espécies Lactuca são morfologicamente muito diversas, assumindo uma grande variedade de conformações, o que explica a extensa sinonímia taxonómica aplicada a este género.
A maior parte das espécies é xerófita, adaptada a habitats secos. Algumas, contudo, ocorrem em áreas húmidas, tais como as montanhas da África Central.
Os membros do género Lactuca são herbáceas caulescentes anuais, bienais ou perenes, raramente arbustivas. Algumas espécies apresentam um marcado sabor amargo.
Folhas alternas, de inteiras a pinatisectas, as caulinares geralmente sagitadas, por vezes decorrentes.
Apresentam inflorescências do tipo pseudanto (capítulo ou falsa flor) com floretes de raios amarelos, azuis ou brancos.  Invólucro com várias filas de brácteas, cilíndrico, frequentemente cónico na frutificação. Receptáculo sem brácteas interseminais, glabro. Lígulas amarelas, azuladas ou lilases.
O fruto é um aquénio marcadamente comprimido, de contorno obovado, ovado ou oblongo, com a extremidade em bico e geralmente com nervuras laterais, cinzento-pálido ou negro. Papilho formado por duas filas desiguais de tricomas escábridos, brancos ou amarelados.
Várias espécies de Lactuca servem de alimento a larvas de muitas espécies de lepidópteros (Lepidoptera).

## Etnobotânica
A origem da cultura da alface não é clara, afirmando-se que procede da Índia, enquanto outros autores a situam nas regiões temperadas da Eurásia e da América do Norte, a partir da espécie Lactuca serriola.
O cultivo da alface iniciou-se há pelo menos 2500 anos atrás. Era uma verdura já conhecida pelos persas, gregos e romanos. Estes últimos tinham o hábito de a consumir antes de se deitarem após uma ceia abundante para assim poderem conciliar melhor o sono. Na Idade Média o seu consumo começou a declinar, mas voltou a adquirir importância durante o Renascimento.
As primeiras alfaces de que se tem referência são as de folha solta, enquanto que as variedades repolhudas não foram conhecidas na Europa até ao século XVI. Dois séculos mais tarde obtiveram-se numerosas variedades graças aos trabalhos de selecção levados a cabo por horticultores alemães.

## Taxonomia

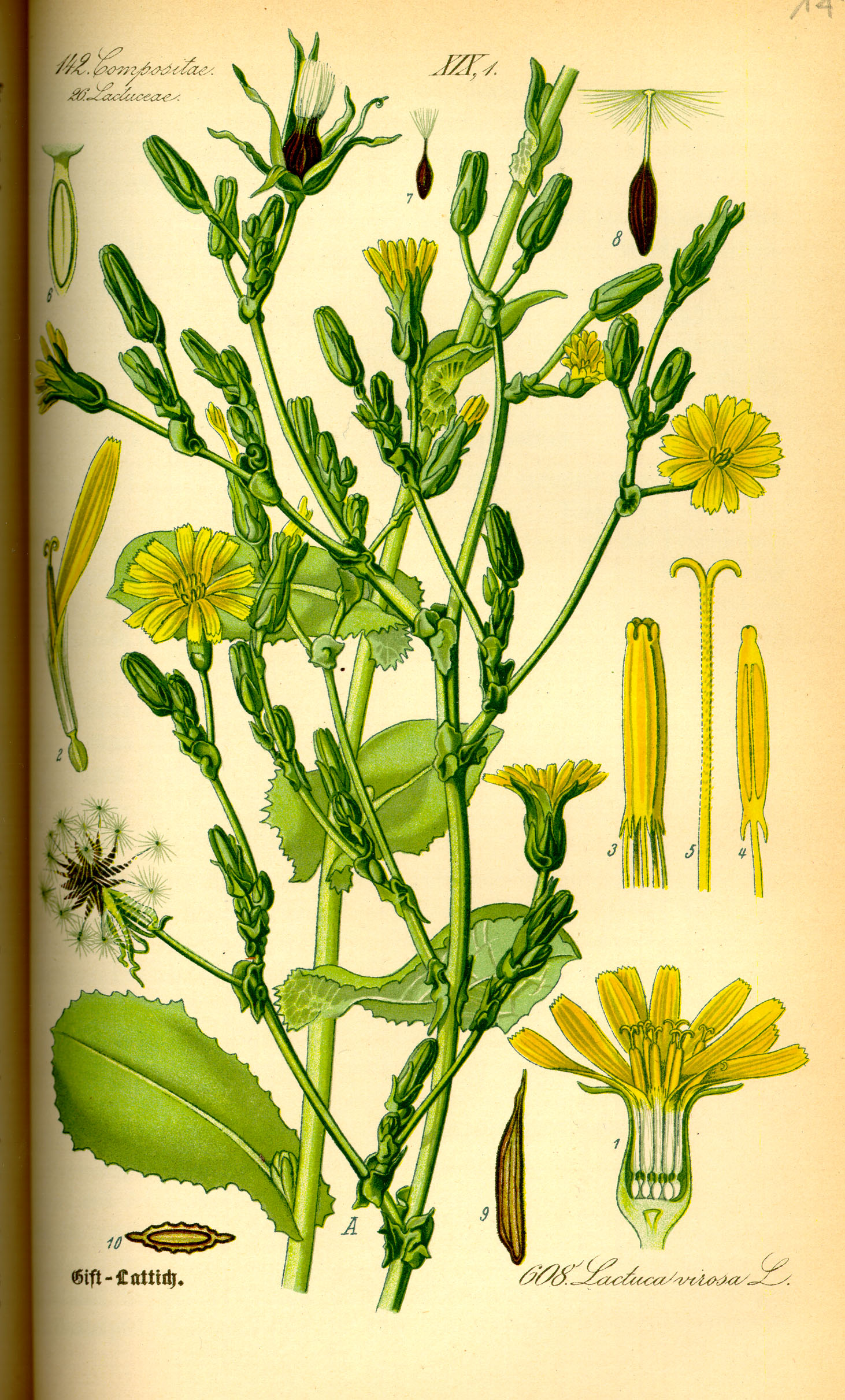
Alface selvagem (Lactuca virosa) numa ilustração de Otto Wilhelm Thome em Flora von Deutschland, Österreich und der Schweiz, 1885.

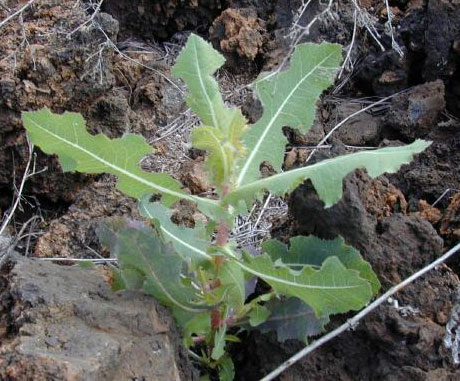
Alface-espinhosa (Lactuca serriola).

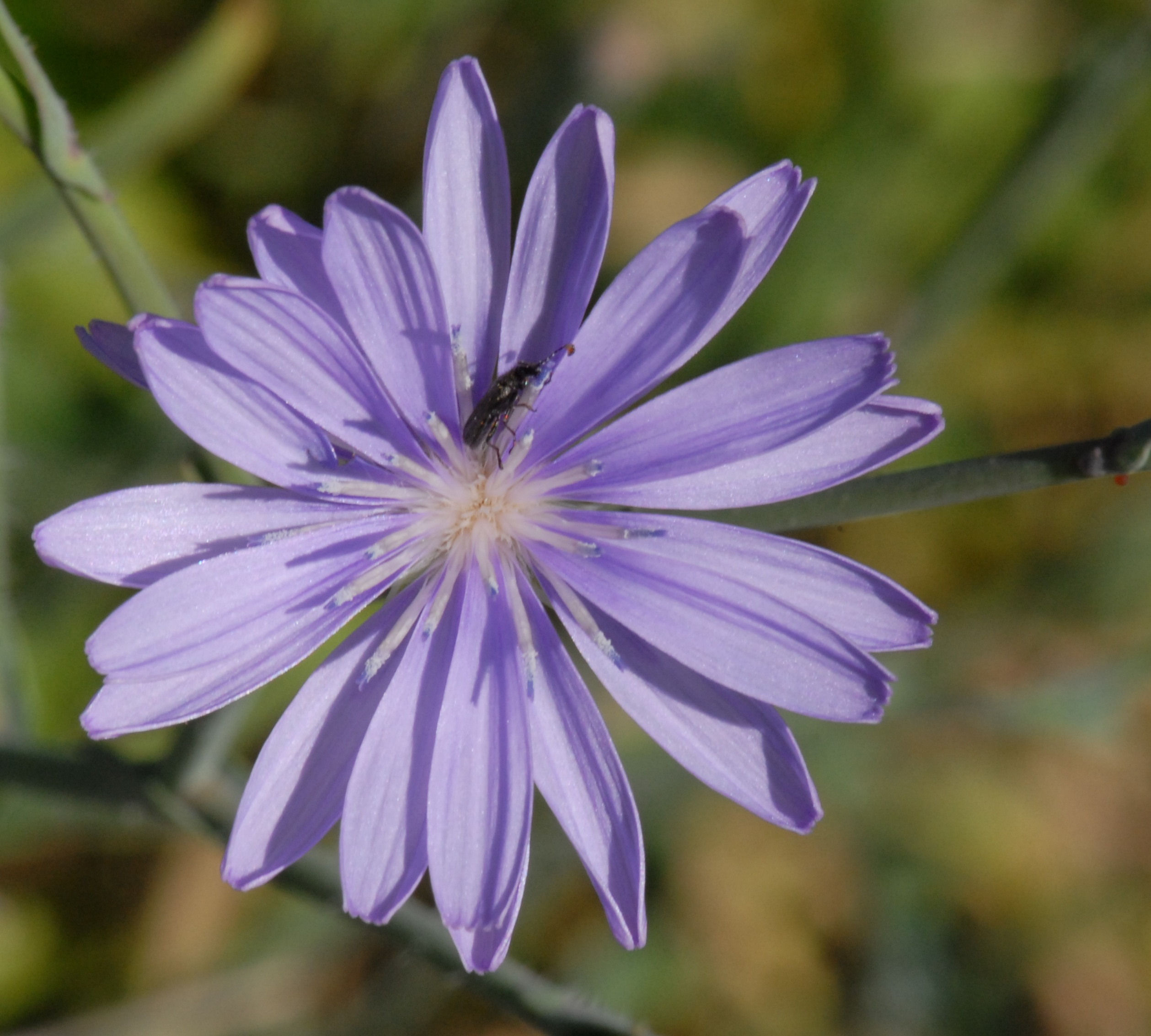
Lactuca tenerrima.

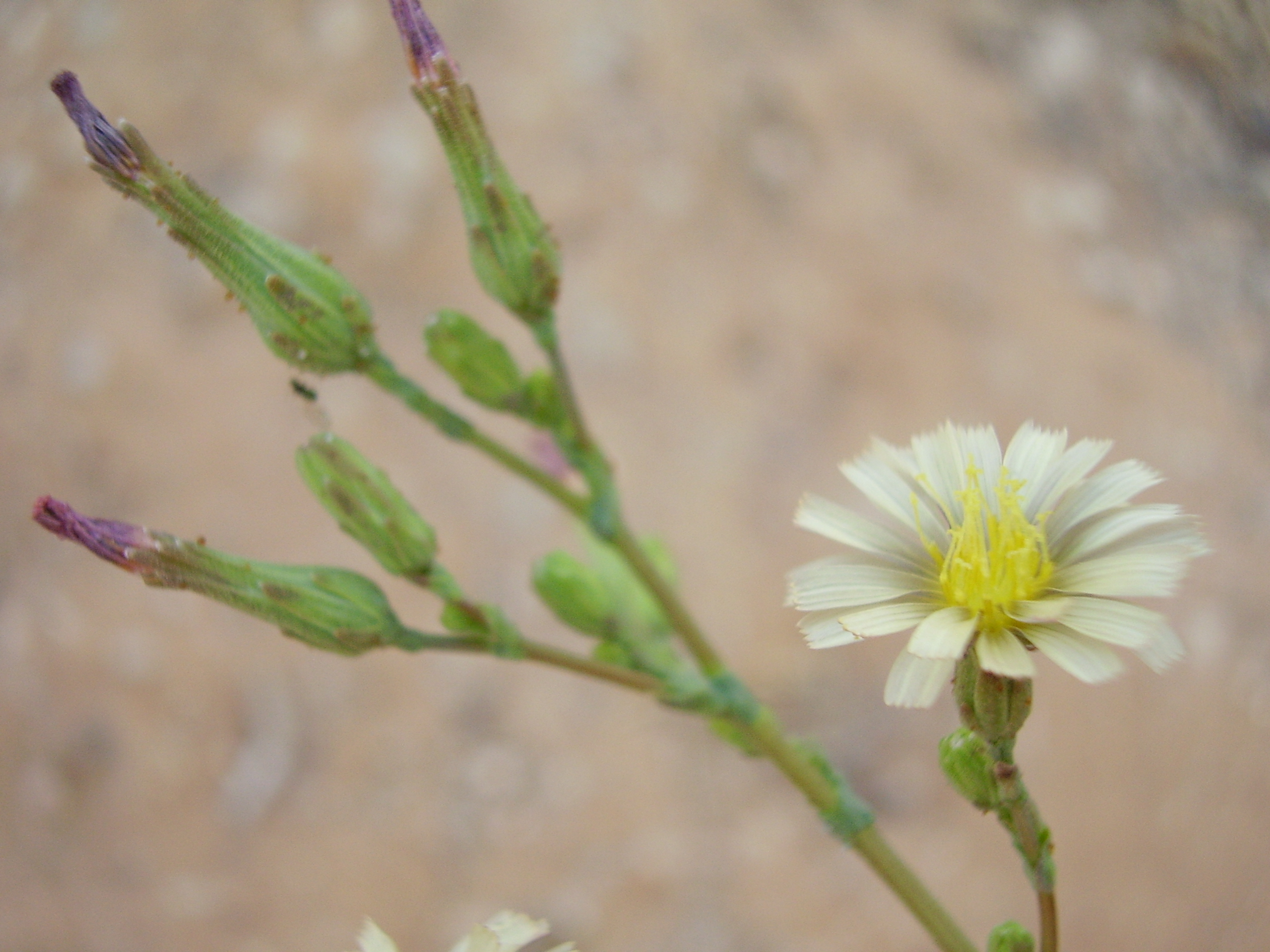
Lactuca serriola.

O género foi descrito por Carolus Linnaeus e publicado em Species Plantarum, vol. 2, p. 795–796 em 1753. A espécie tipo é Lactuca sativa L., a alface-comum.
A etimologia do nome genérico «Lactuca» deriva de lacte, o termo do latim para designar o leite, e deriva da presença de seiva leitosa nas plantas deste género. ‘Lactuca’ e 'láctico' (de ou relativo ao leite) têm a mesma raiz, 'lactis'.
O conceito de espécie é de difícil aplicação no género Lactuca, variando o número de espécies consideradas válidas desde 50 a 75, a 150 ou mesmo a mais de 250 espécies diferentes. Entre as espécies consideradas válidas inclui-se:
- Lactuca acanthifolia (Creta, Turquia)
- Lactuca aculeata (Ásia Menor)
- Lactuca acuminata
- Lactuca adenophora
- Lactuca alpestris (Creta)
- Lactuca alpina (sin.: Cicerbita alpina)[11] (Europa) -
- Lactuca altaica (Eurásia)
- Lactuca attenuata[12] (Africa)
- Lactuca aurea (Europa)
- Lactuca azerbaijanica (Irão)
- Lactuca biennis (América do Norte) –
- Lactuca calophylla (África)
- Lactuca canadensis (América do Norte) –
- Lactuca corymbosa (Congo)
- Lactuca crambifolia (Turquistão)
- Lactuca cyprica (Chipre) -
- Lactuca deltoidea
- Lactuca dissecta (Ásia)
- Lactuca dolichophylla (Ásia)
- Lactuca dregeana (África do Sul) – melkdissel, slaaidissel
- Lactuca dumicola
- Lactuca erostrata[13] (Paquistão)
- Lactuca fenzlii
- Lactuca floridana (América do Norte) –
- Lactuca georgica (Ásia)
- Lactuca glaucifolia (Ásia)
- Lactuca graciliflora (Ásia)
- Lactuca graminifolia (Américas) –
- Lactuca haimanniana
- Lactuca henryi
- Lactuca hirsuta (América do Norte) –
- Lactuca hispida
- Lactuca homblei[14] (Zaire, Zâmbia)
- Lactuca imbricata[15] (Africa)
- Lactuca indica (Ásia) -
- Lactuca inermis (África, Península Arábica)
- Lactuca intricata (Albânia, Grécia, Turquia)
- Lactuca jamaicensis (Jamaica)
- Lactuca kanitziana
- Lactuca kochiana
- Lactuca lasiorhiza[16] (África)
- Lactuca ludoviciana (América do Norte) –
- Lactuca macrophylla
- Lactuca mira
- Lactuca muralis
- Lactuca mwinilungensis[17] (Zaire, Zâmbia)
- Lactuca nana[18] (África)
- Lactuca orientalis (Asia, Egipto)
- Lactuca palmensis[19] (ilhas Canárias)
- Lactuca paradoxa
- Lactuca parishii
- Lactuca perennis (Europa) –
- Lactuca persica
- Lactuca petrensis
- Lactuca quercina (Eurásia)
- Lactuca racemosa
- Lactuca raddeana (Ásia)
- Lactuca rechingeriana
- Lactuca rosularis (Irão, Turcomenistão)
- Lactuca saligna (Eurásia) –
- Lactuca sativa – alface comum
- Lactuca scarioloides (oeste da Ásia)
- Lactuca schulzeana (Angola, Camarões, Zaire)
- Lactuca schweinfurthii (África)
- Lactuca serriola (África, Ásia, Europa) –
- Lactuca setosa (África)
- Lactuca sibirica (Eurásia)
- Lactuca singularis[20] (Espanha)
- Lactuca songeensis
- Lactuca spinidens (Tadjiquistão, Turcomenistão)
- Lactuca stebbinsii[21] (Angola)
- Lactuca takhtadzhianii (Arménia)
- Lactuca tatarica (Hemisfério Norte) –
- Lactuca tenerrima (sul da Europa, Marrocos)
- Lactuca tetrantha[22] (Chipre)
- Lactuca tinctociliata
- Lactuca triangulata (Ásia)
- Lactuca triquetra
- Lactuca tuberosa (Eurásia)
- Lactuca ugandensis
- Lactuca undulata (Ásia)
- Lactuca viminea (África, Ásia, Europa) –
- Lactuca virosa (Europa, norte da África) –
- Lactuca watsoniana[23] (Açores)
- Lactuca winkleri (Tadjiquistão)

## Classificação lineana do género
| Sistema | Classificação                               | Referência               |
| ------- | ------------------------------------------- | ------------------------ |
| Linné   | Classe Syngenesia, ordem Polygamia aequalis | Species plantarum (1753) |

## Galeria

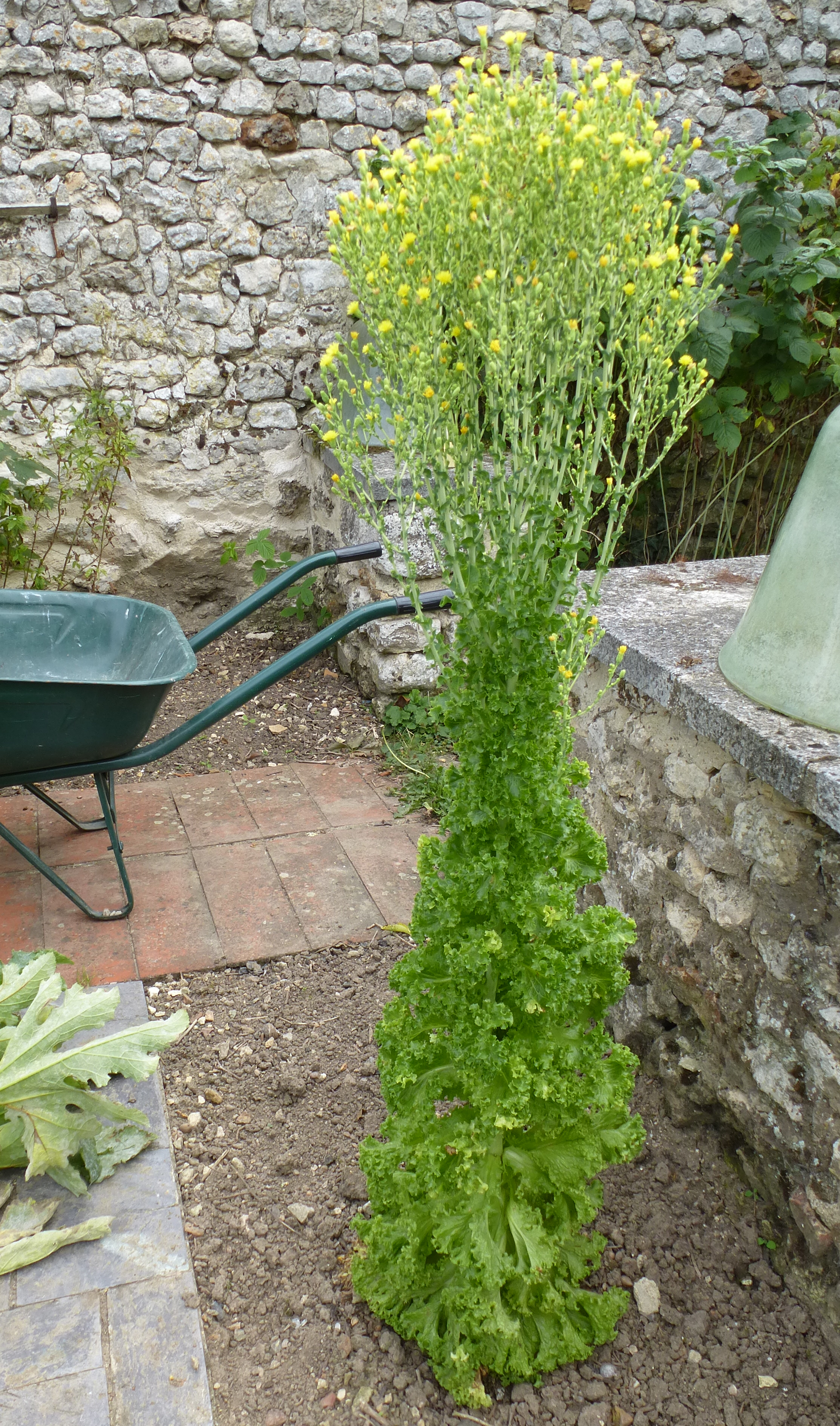
Alface-comum (Lactuca sativa).
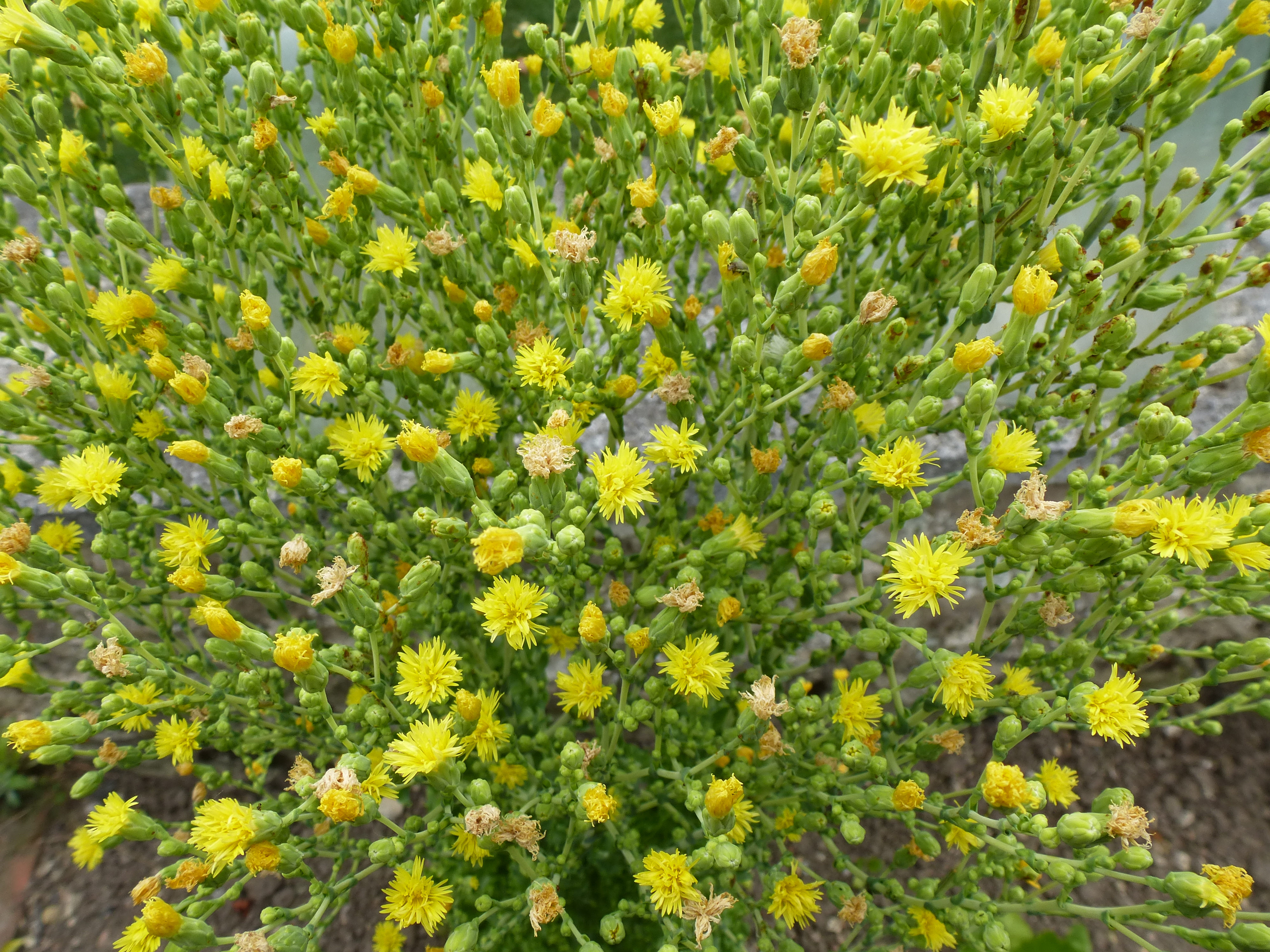
Flores de alface (Lactuca sativa).
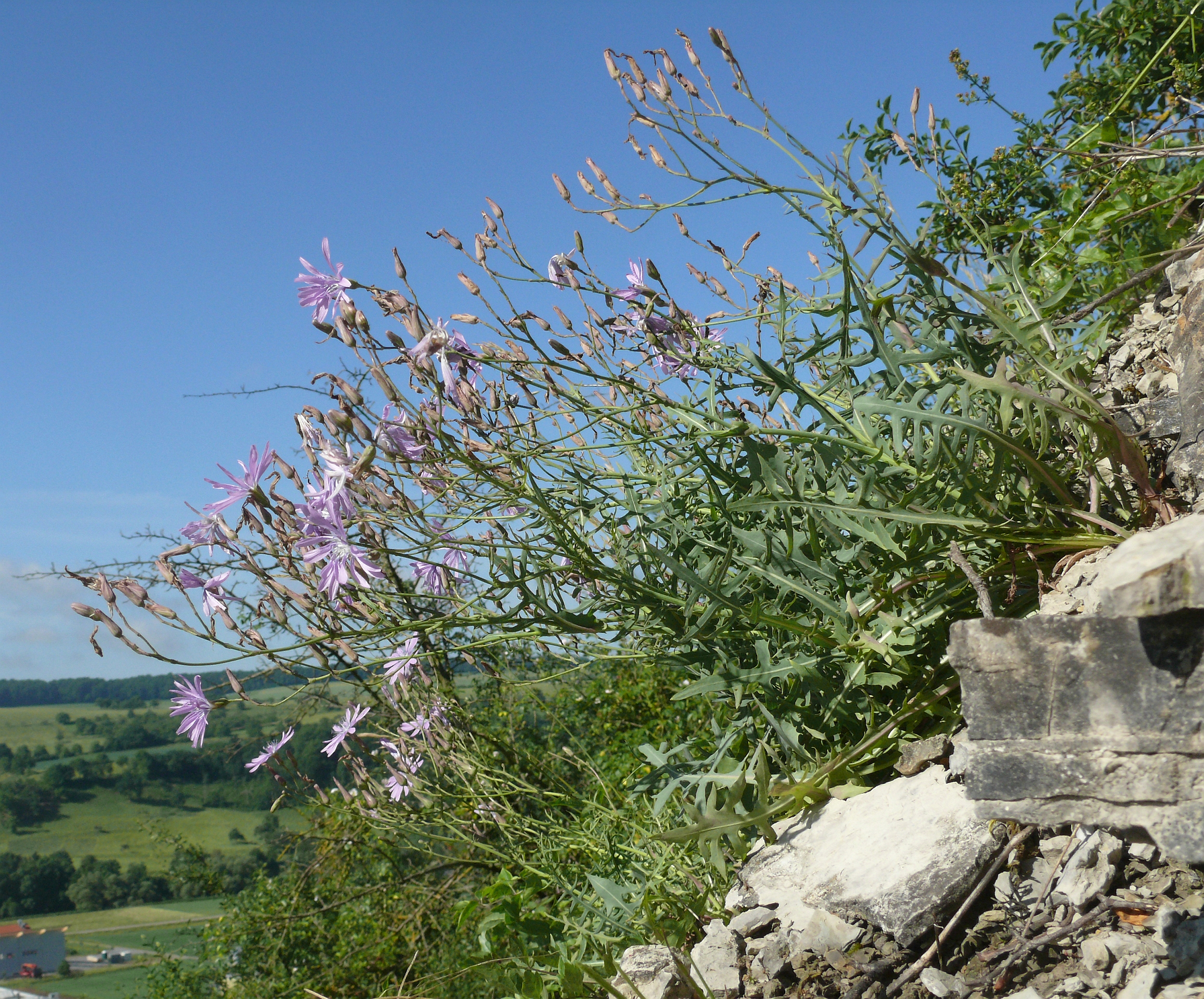
Lactuca perennis.
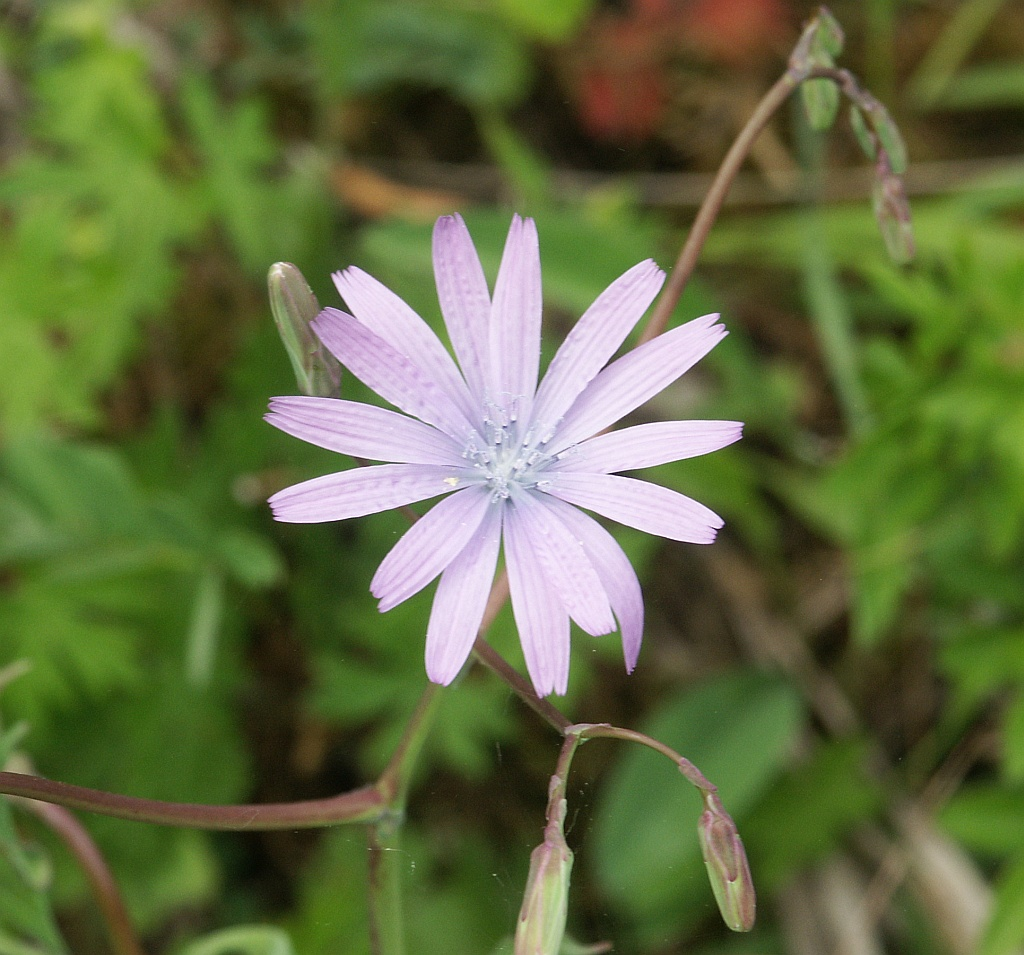
Flor de Lactuca perennis.
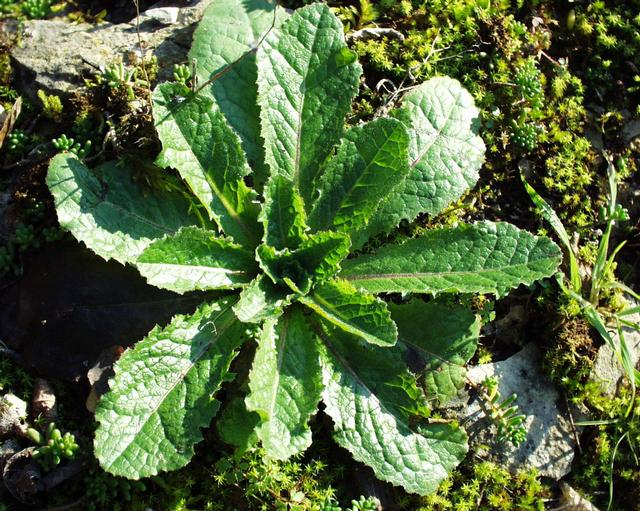
Lactuca virosa.
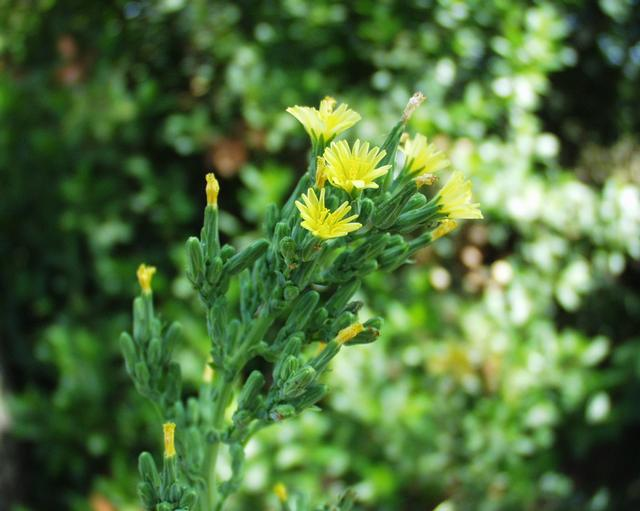
Flores de Lactuca virosa.
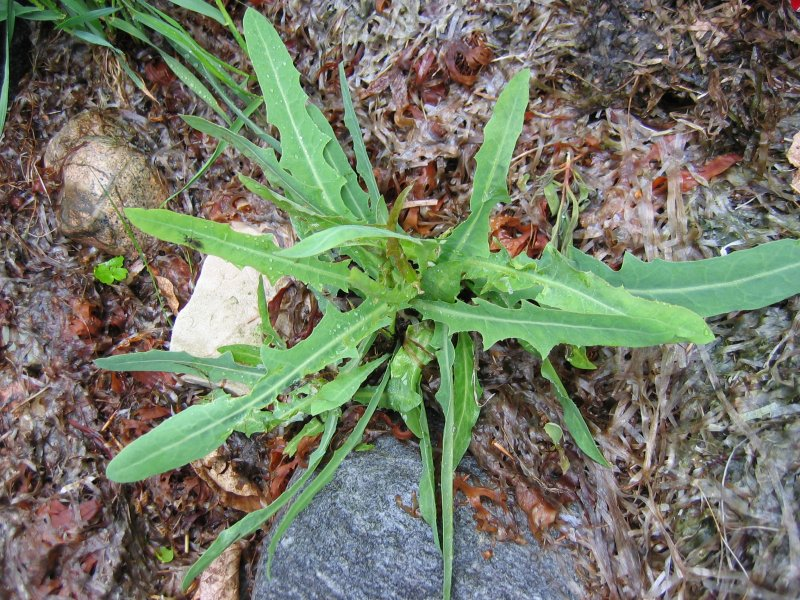
Lactuca tatarica.
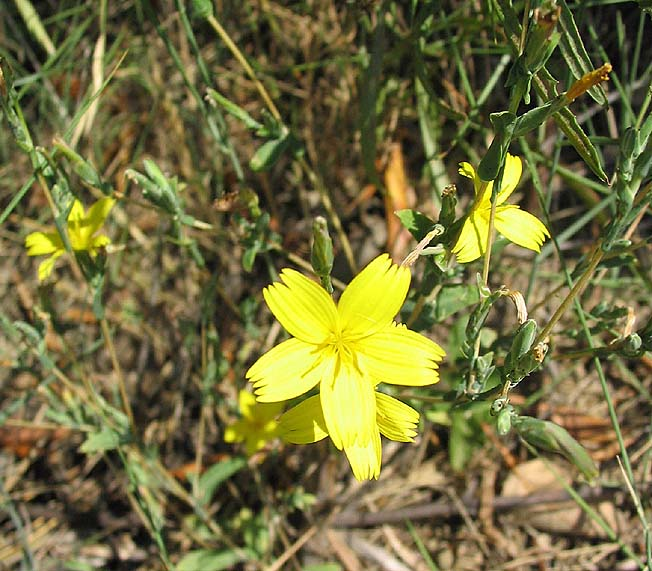
Lactuca viminea.
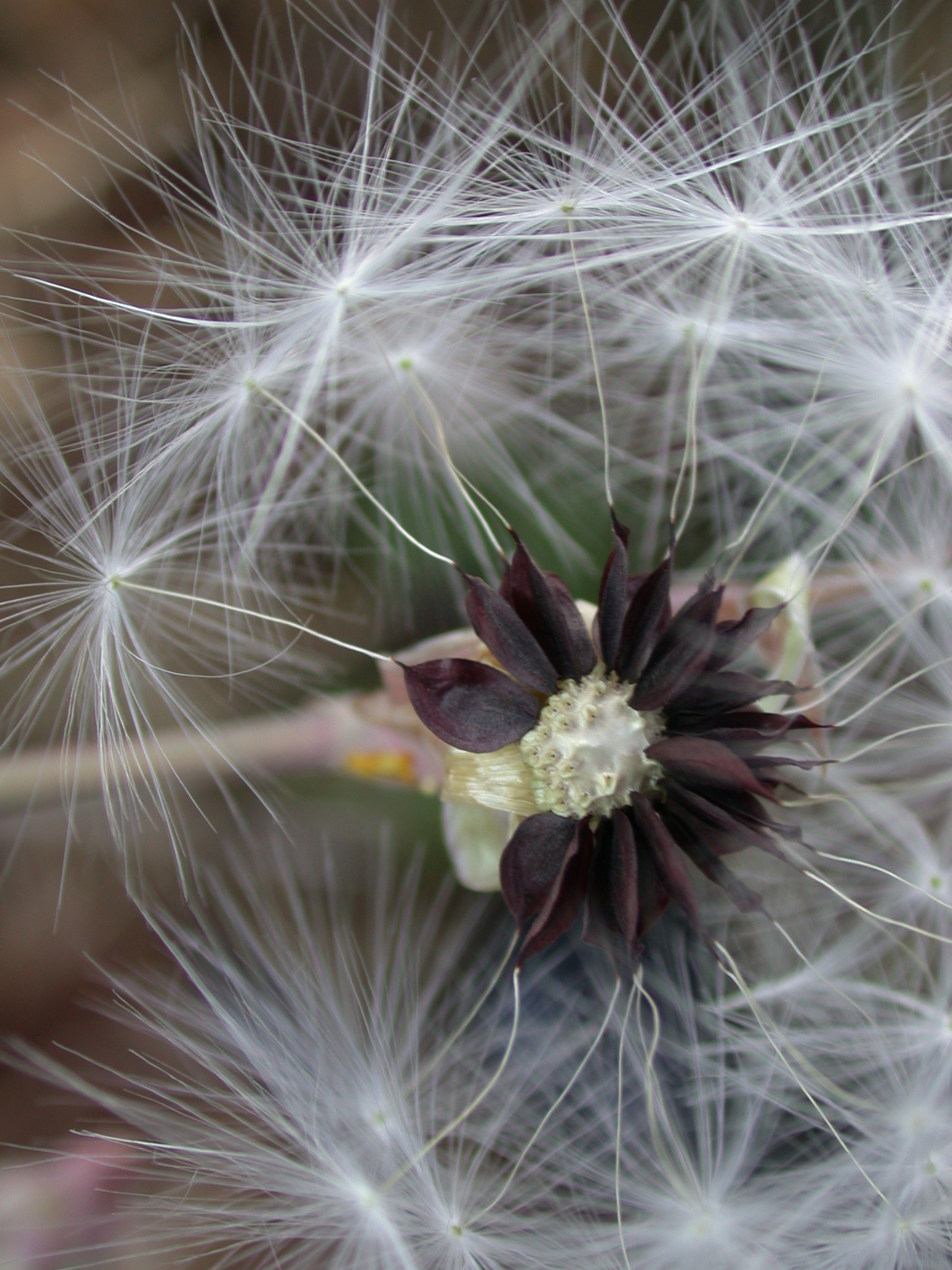
Frutos de Lactuca tuberosa.
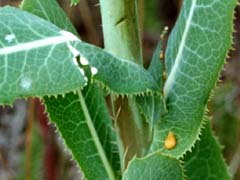
Folhas de Lactuca virosa.
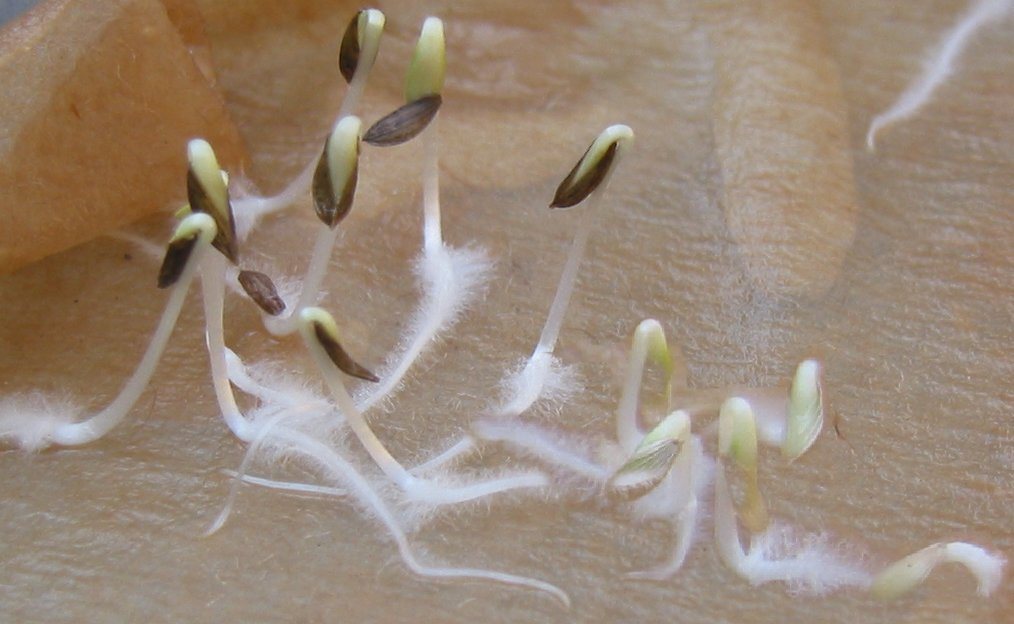
Plântulas de Lactuca sativa
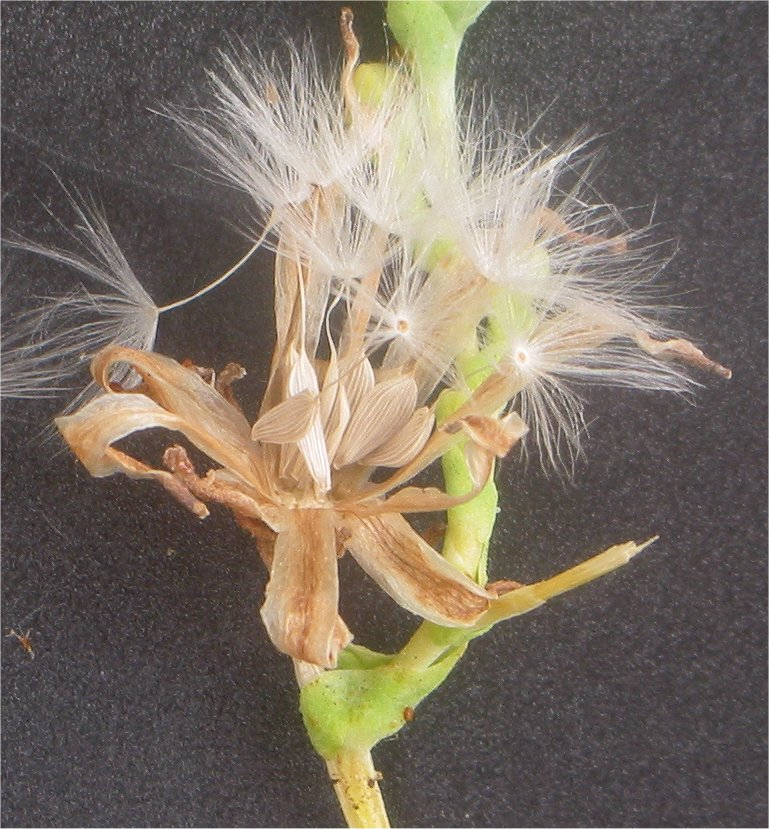
Frutos de Lactuca sativa cultivada.